# 北九州市立永犬丸中学校
北九州市立永犬丸中学校（きたきゅうしゅうしりつ えいのまるちゅうがっこう）は、福岡県北九州市八幡西区永犬丸にある公立中学校。2018年・2019年の2年間で、校舎の改装工事が行われた。

## 概要
通称「永中」（えいちゅう）。福岡県の県道281号線沿いに位置する中学校である。グラウンドの下に水道管本管が通っている。
食事が行える感謝の気持ちを込めて、残食を実質0にする『残食0活動』を実施している。
市の中学校完全給食の方針により、平成22年度より給食が開始された。実施方式としては親子方式をとっており、永犬丸中学校の親となる小学校は永犬丸小学校（3年生担当）と永犬丸西小学校（1・2年生担当）である。月に一度から二度ほど、各担当校の栄養士が給食訪問を行っている。

## 沿革
- 1973年（昭和48年）12月 - 第二沖田中学校（仮称）開校準備委員会発足
- 1975年（昭和50年）4月 - 開校式挙行、初代校長着任、第1回入学式挙行
- 1984年（昭和59年）11月 - 財団法人日本学校体育研究連合会より前年までの研究で受賞
- 2006年（平成17年）6月 - 「社会福祉協力校」事業実施校に指定
- 2010年（平成22年）4月 - 給食開始

## 部活動・生徒会
- 軟式野球部
- サッカー部
- 男子ソフトテニス部
- 女子ソフトテニス部
- 男子バレーボール部
- 女子バレーボール部
- 男子バスケット部
- 女子バスケット部
- 剣道部（男女）
- 音楽部（男女）
- 美術部（男女）
- 放送部（男女）
- ボランティア部（男女）
- 生徒会執行部

## 委員会
- 代議員会
- 環境委員会
- 学習委員会
- 厚生委員会
- 保健委員会
- 体育委員会
- 図書委員会

※各学級より男女1名ずつ選出される。またそれ以外の生徒は教科係・教室内の係に属することとなる。
※生徒会執行部（各委員会の委員長）は、委員にはなれない。

## 生徒会執行部
第2学年から9名、第1学年から8名選出される。選出された計17名は、選出された年度の後期と、翌年度の前期に活動を行う。
執行部員
- 生徒会長（1名）
- 生徒副会長（2名）
- 生徒会書記（2名）
- 学習委員長・副委員長
- 環境委員長・副委員長
- 厚生委員長・副委員長
- 保健委員長・副委員長
- 体育委員長・副委員長
- 図書委員長・副委員長

※各委員長・副委員長は、1名ずつ選出。

## 永犬丸中学校で行われる主な行事
- 始業式（全学年）
- 終業式・修了式（全学年）
- 体育祭（大会）（全学年）
- 文化祭（発表会）（全学年）
- 門司港ウォークラリー（2年）
- 修学旅行（２年）

## 著名な出身者
- 今永昇太 - MLBシカゴ・カブス
- 野間口徹 - 俳優
- 立花琴美-CANDYTUNE
- 川西みち - 陸上選手

## 交通アクセス
- 筑豊電気鉄道永犬丸電停
- 筑豊電気鉄道今池電停
- 西鉄バス北九州永犬丸中学校前バス停

## 周辺
- 福岡県立東筑高等学校
- 福岡県立北筑高等学校
- 福岡県立八幡南高等学校
- 北九州市立沖田中学校
- 北九州市立則松中学校
- 北九州市立八枝小学校
- 北九州市立永犬丸小学校
- 北九州市立永犬丸西小学校
- 八幡南郵便局